# Préhistorama
Le Préhistorama est un musée situé à Rousson, dans le département du Gard et la région Occitanie, dont la thématique majeure est la Préhistoire.

## Historique
À l'origine le musée a été créé en 1986 sur la commune de Bidon en Ardèche par Eirik Granqvist (sv), taxidermiste, sculpteur et scientifique finlandais. En 1996 le musée déménage à Rousson.
Le nom Préhistorama est un mot-valise inventé par Eirik Granqvist à partir des mots Préhistoire et diorama.

## Concept et visite
Le musée retrace l’évolution, depuis le commencement de la vie sur Terre jusqu'à  l’invention de l’écriture au IIIe millénaire av. J.-C.
La visite débute avec la galerie des grandes ères géologiques, où sont exposés des fossiles et des moulages de fossiless. Ces fossiles (1500 pièces) proviennent  de la collection personnelle de Bruno Guy, le président de l’association Les Amis du Préhistorama.
La visite se poursuit avec près de 40 dioramas, qui reconstituent la vie préhistorique de l’Australopithèque à l'homme moderne.
Les scènes  présentent les hominidés et les animaux (mammouths, rhinocéros laineux, ours des cavernes...) en grandeur nature, reconstituées avec une rigueur scientifique grâce à la méthode de  Guerassimov.
Le musée propose aussi une collection ethnographique avec des objets contemporains de fabrication tribale.
Des conférences sont organisées par l'association Les amis du Préhistorama, animées par des experts des périodes préhistoriques.